# Guy Gilpatric
John Guy Gilpatric (New York, 21 gennaio 1896 – Santa Barbara, 7 luglio 1950) è stato un aviatore, giornalista e scrittore statunitense.

## Biografia
Nacque a New York da padre scozzese e madre americana nel 1896. A sette anni vide per la prima volta un aereo durante una parata e decise di diventare pilota. Nel 1912 riuscì giovanissimo a stabilire un nuovo record di altitudine; dopo questo risultato gli fu proposto di guidare gli aerei in varie acrobazie per dei film, ma, nonostante non avesse mai fatto un incidente, i risultati non furono proprio buoni.
Durante la prima guerra mondiale fu pilota di caccia per l'esercito americano, poi reporter di guerra dall'Europa e, finito il conflitto, agente pubblicitario in Antibes, Francia, dove si era trasferito. Lì oltre a trovare l'ispirazione per Le storie di Mr Glencannon, conobbe la seconda grande passione della sua vita, la pesca in apnea di cui fu lo scopritore dal punto di vista "sportivo" praticandola con successo mediante l'ausilio della fiocina a mano e di semplici occhialini da nuoto (da lui stesso fabbricati);proprio sulla pesca in apnea scrisse "Il Subacqueo Completo"(The Complete Goggler) nel 1938.
Ritornò in America nel 1940 con la moglie Louise.
Nel 1943 fu presentato il suo libro Azione nel Nord Atlantico in occasione della proiezione di un film. Fu poi eletto miglior racconto dell'anno dall'Accademia Award.
La moglie Louise fu ricoverata in ospedale nel 1950 e per un incidente la sua tessera sanitaria fu scambiata con quella di un malato terminale, così la coppia, disperata, decise di suicidarsi insieme il 7 luglio dello stesso anno; dopo la morte fu scoperto il tragico errore.

## Opere
- Le storie di Mr Glencannon (anni trenta)
- Azione nel Nord Atlantico (1943)
- Flying Stories[2]
- Brownstone Front[3]
- Estate Francese[4]
- The Complete Goggler[5] (1938)

### Letteratura e Cinema
La fama di Gilpatric è principalmente legata ai racconti sull'ingegnere navale scozzese Colin Glencannon, oggi raccolti in parecchi libri. Nel 1959, quando la fama dello scrittore era all'apice, fu fatta una serie tv con Thomas Mitchell nei panni di Mr Glencannon. Anche da Azione nel Nord Atlantico è stato fatto un film, questo con Bogart.